# Nella lussuria, fa' attenzione
Nella lussuria, fa' attenzione è un dipinto a olio su tela (105x146 cm) realizzato nel 1660 dal pittore olandese Jan Steen.
È conservato nel Kunsthistorisches Museum di Vienna.